# Église Notre-Dame-de-l'Assomption de Choiseul
L'église Notre-Dame-de-l'Assomption de Choiseul est situé sur la commune de Choiseul, à 42 km à l'est de Chaumont et à 33 km au nord-est de Langres, dans la Haute-Marne. Elle est classée aux monuments historiques par arrêté du 13 février 1928.

## Histoire
L'église Notre-Dame-de-l'Assomption de Choiseul était le siège d'une cure à la collation de l'abbé de Molesme à qui elle fut donnée en 1157 par Raynard Ier, seigneur de Choiseul, du consentement de son fils Foulques, avec les dîmes de l'église ainsi qu'un terrain au pied du château afin d'y construire un prieuré. L'église fut par la suite paroissiale et priorale,.

### Légende sur la cloche de Choiseul
L'église de Choiseul possède une cloche en bronze qui serait la plus ancienne du département de la Haute-Marne après celle de Clefmont. Elle porte gravé la date de 1559 et l'inscription Ave Maria. Elle était appelée autrefois le gros chien de Choiseul.
D'après une légende locale, à la fin du XVIe siècle une jeune fille venue vivre à Choiseul de la charité avait été condamnée à être noyée pour sorcellerie. Mais comme elle remontait toujours à la surface, elle fut alors amenée au bucher. Avant de mourir, elle aurait maudit la cloche de Choiseul car celle-ci l'avait empêché de faire tomber le grêle sur les terres.
Depuis, la cloche de Choiseul ainsi que celle de Merrey ont la réputation de préserver ces deux villages de la grêle et ont donné naissance à un vieux diction de pays, :
```
Tant que le gros chien de Choiseul à temps aboiera,

Tant que le petit chien de Merrey à temps jappera,

Jamais grêle sur ces deux villages ne choira.
```

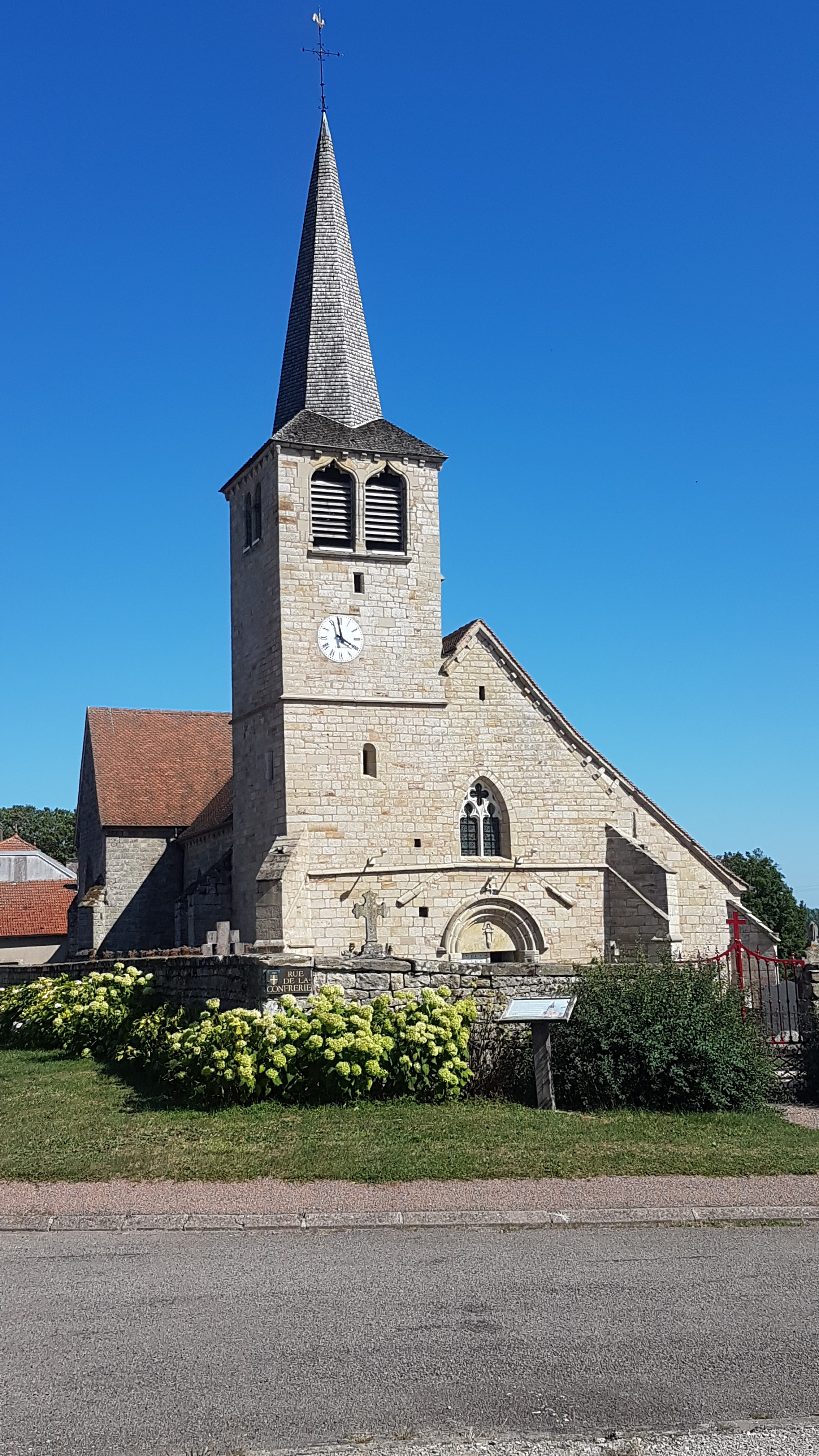
Vue extérieure.
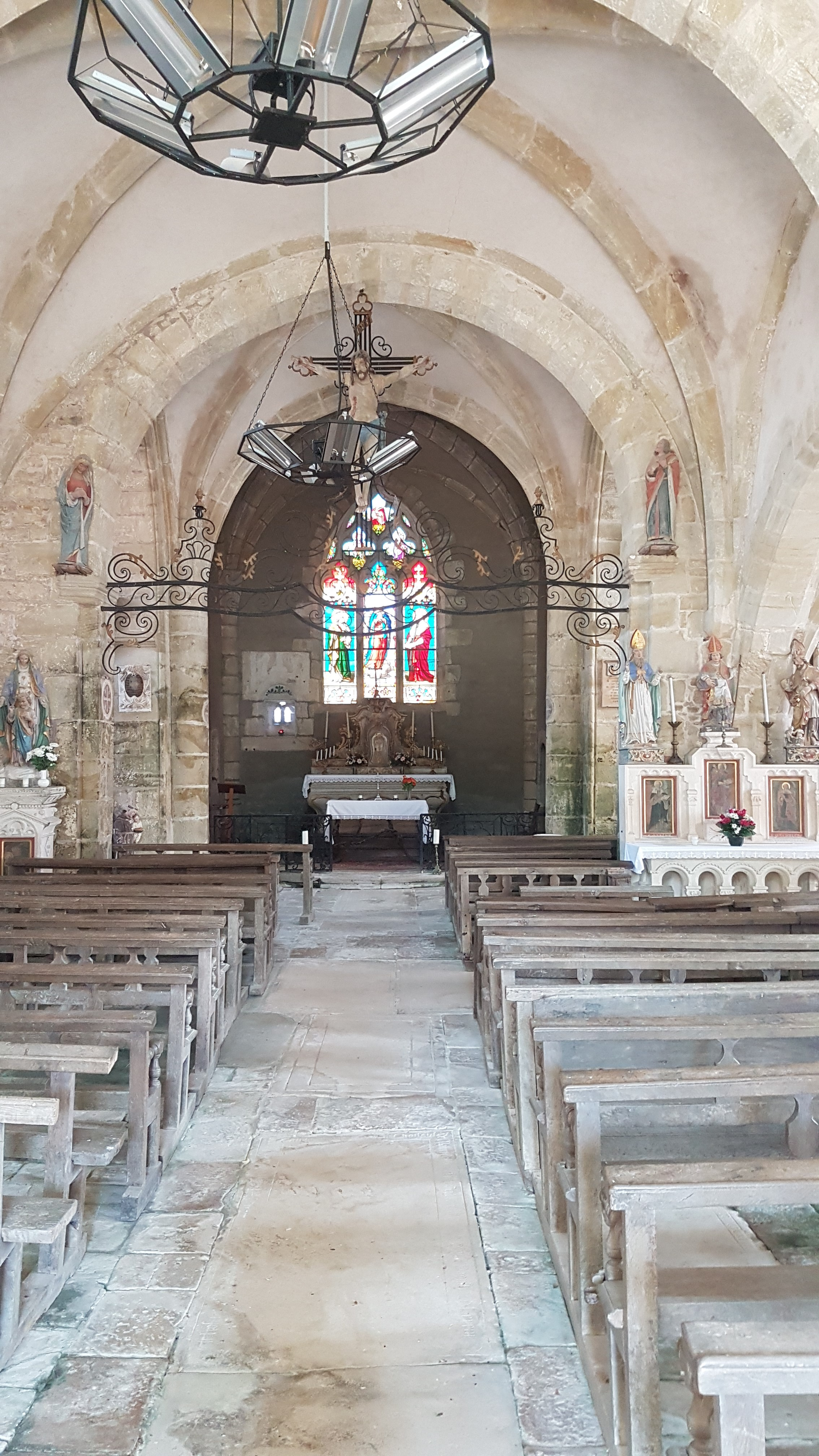
Chœur vu depuis la nef.
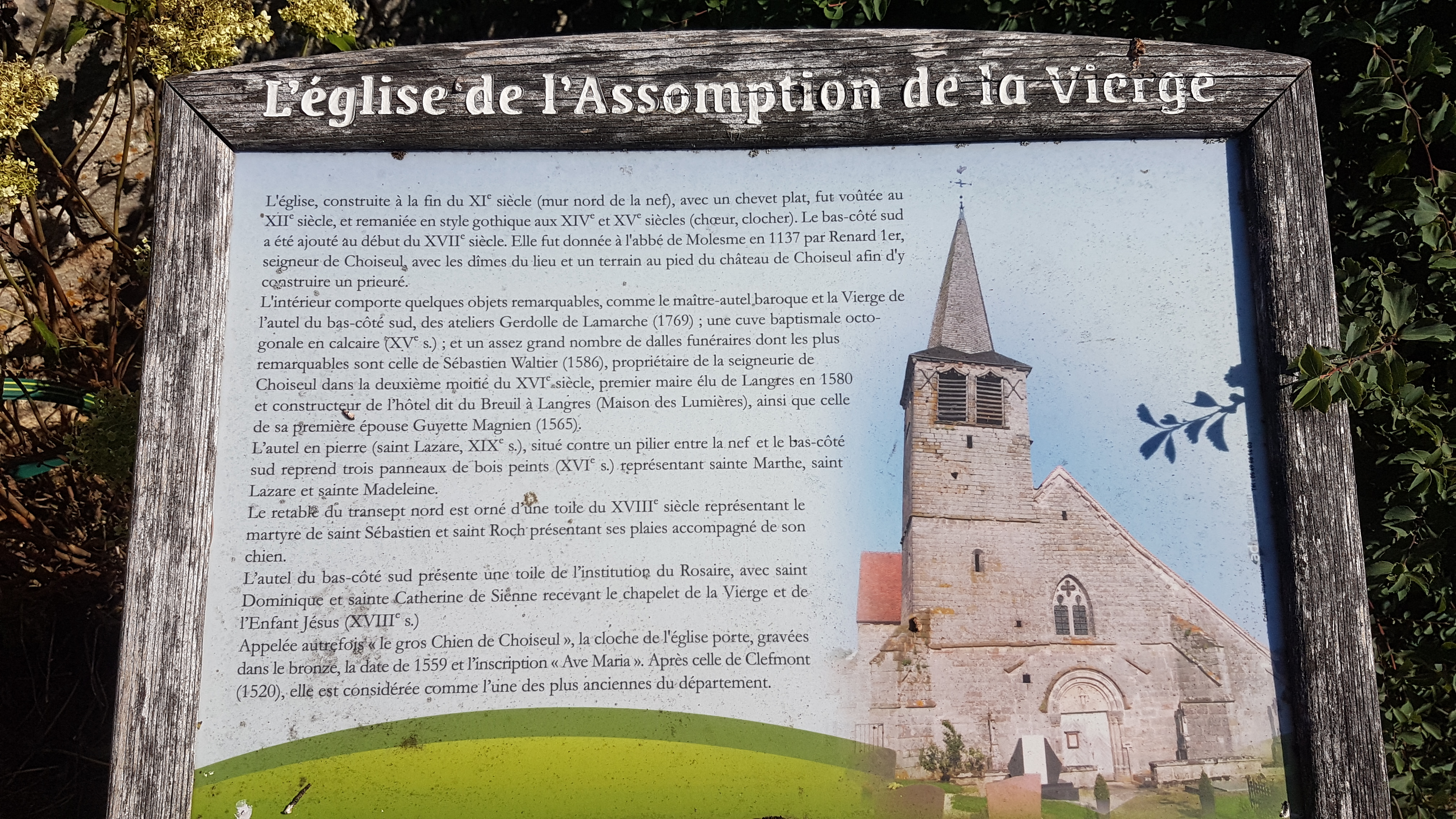
Panneau descriptif.

## Architecture
L'église primitive date probablement du XIIe siècle et il n'en resterait plus que le mur nord. Quant à la nef, elle daterait du XIIIe siècle.
L'édifice médiéval est ensuite restauré et agrandi par l'ajout du transept et d'un nouveau chœur de style gothique flamboyant en 1489 par Jean de Baudricourt, puis par sa femme, Anne, et sa sœur, Marguerite.
La tour du clocher, dont la base porte les armoiries de la maison de Choiseul, date d'avant 1480 car cette famille quitte la seigneurie à cette date. La partie haute de la tour semble avoir été exhaussée peu avant 1489 et la flèche fut détruite par un incendie en 1705.

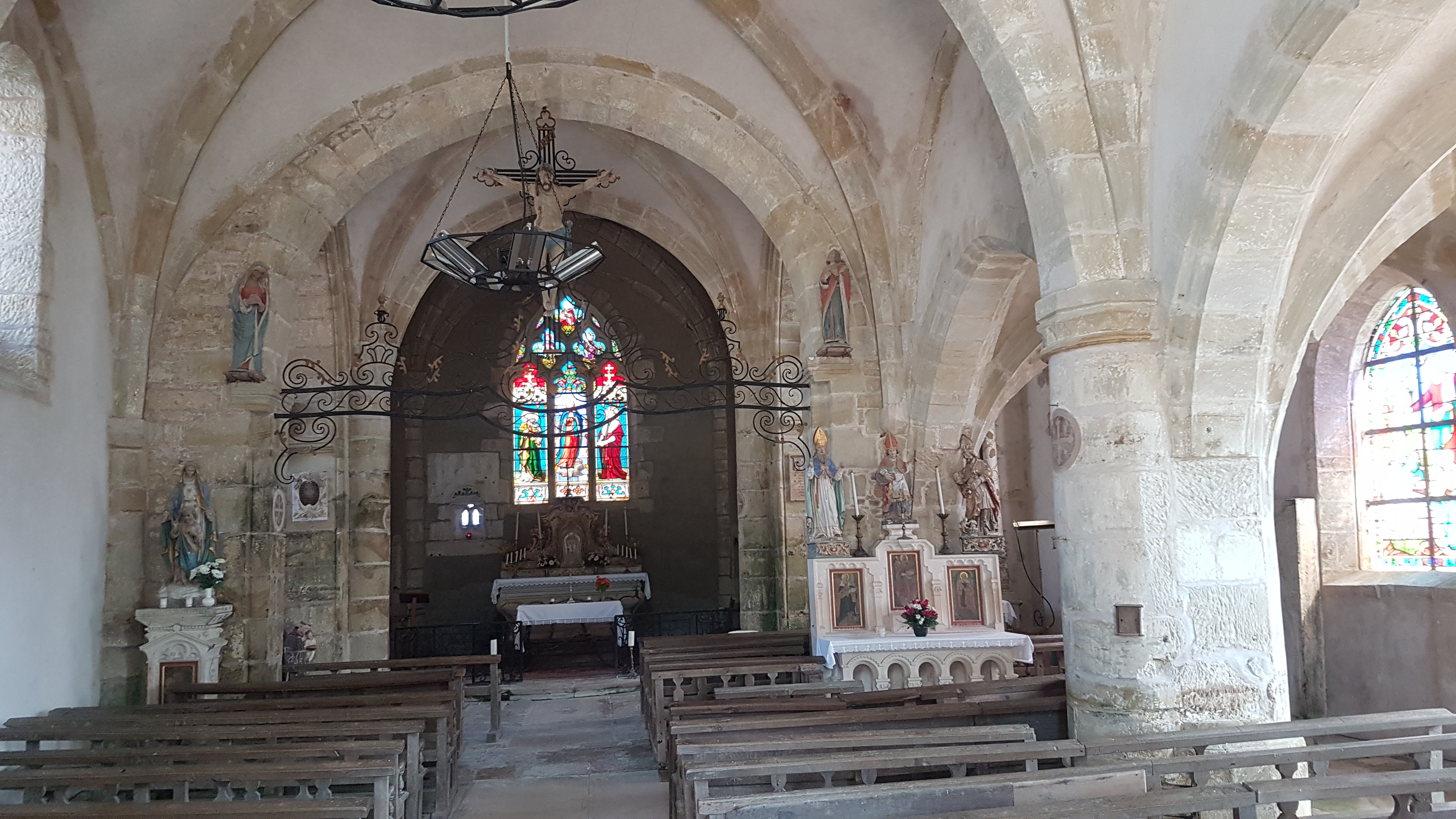
Chœur.
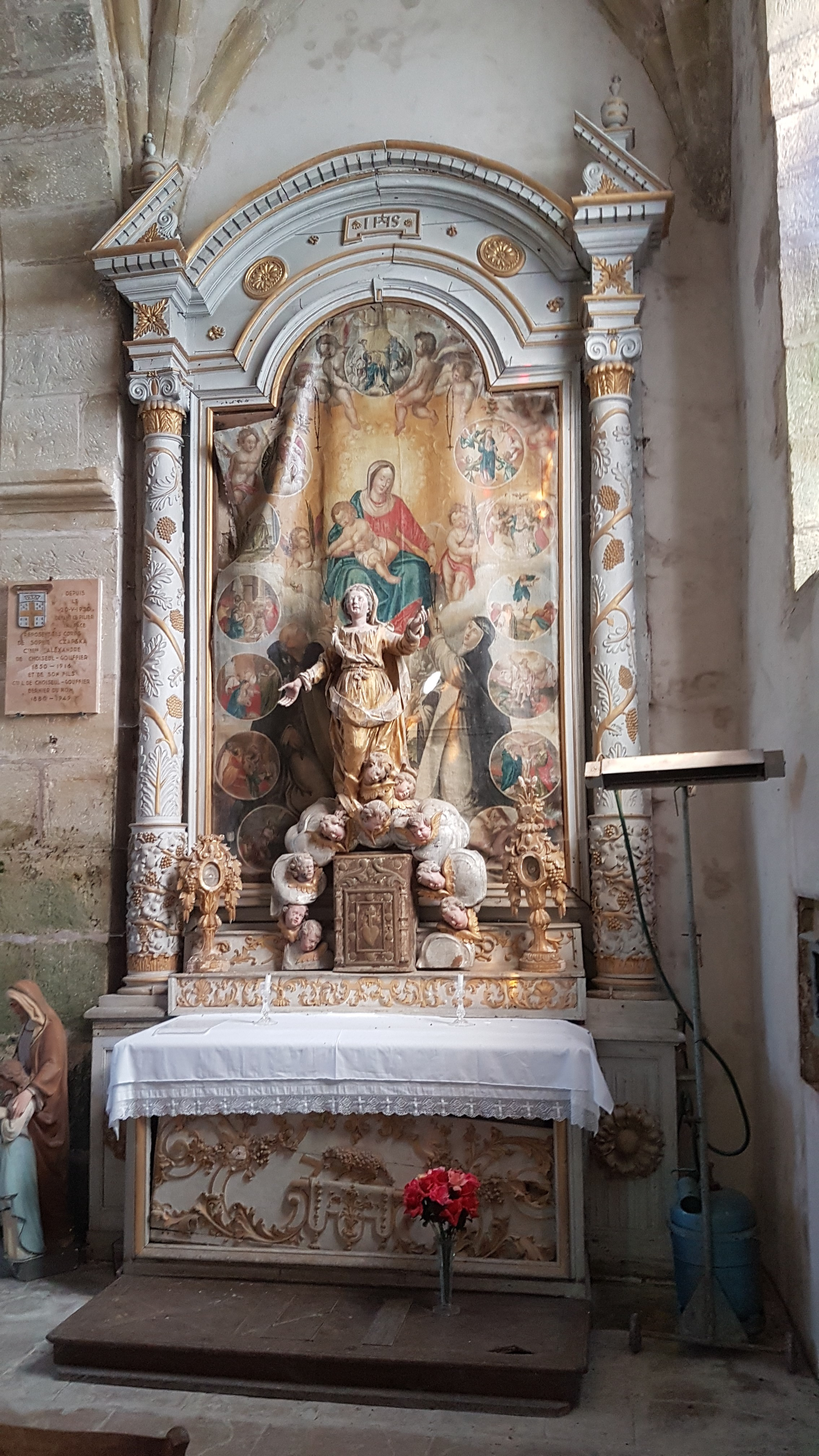
Autel de la Vierge.
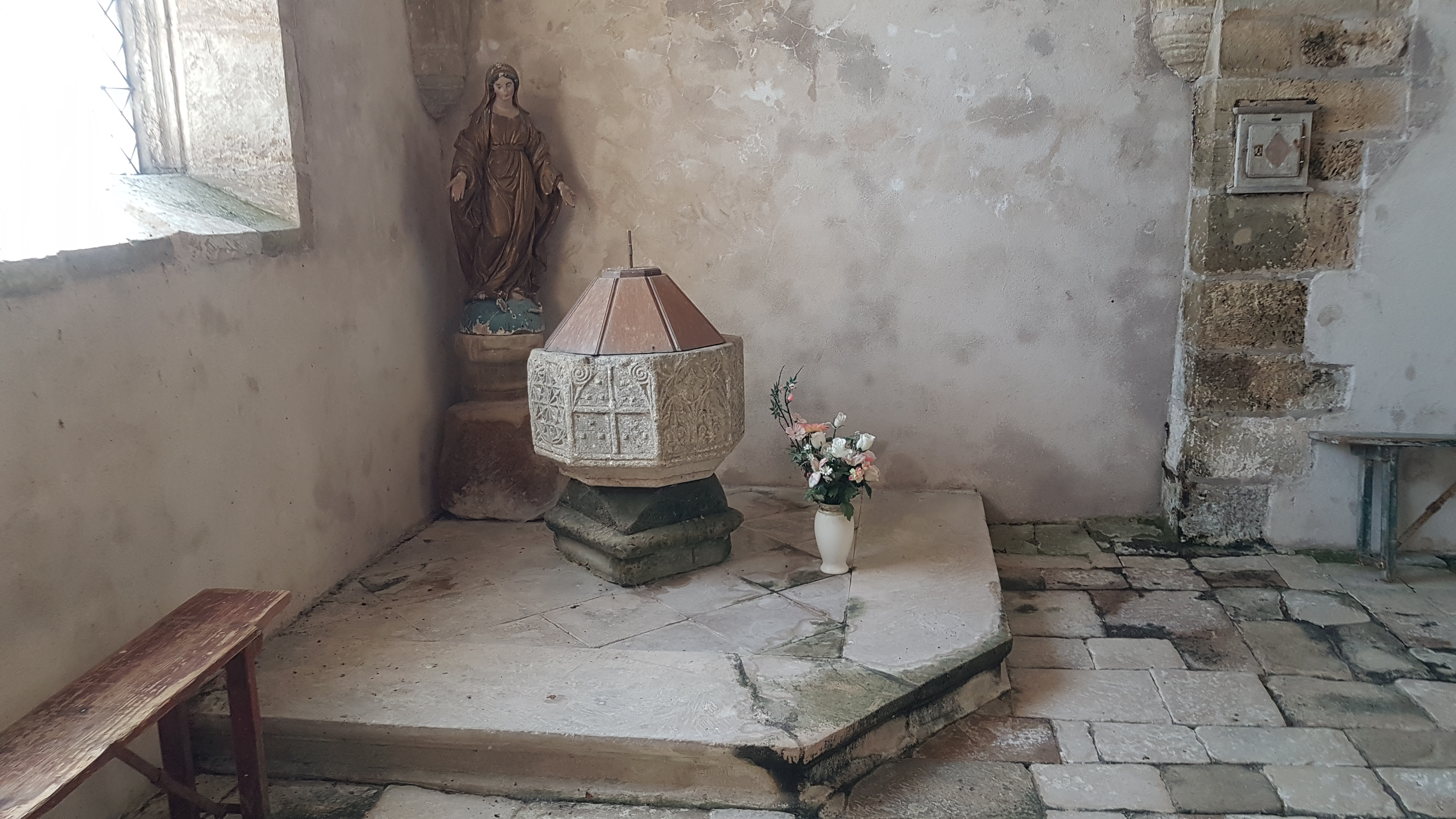
Cuve baptismale octogonale du XVe siècle.
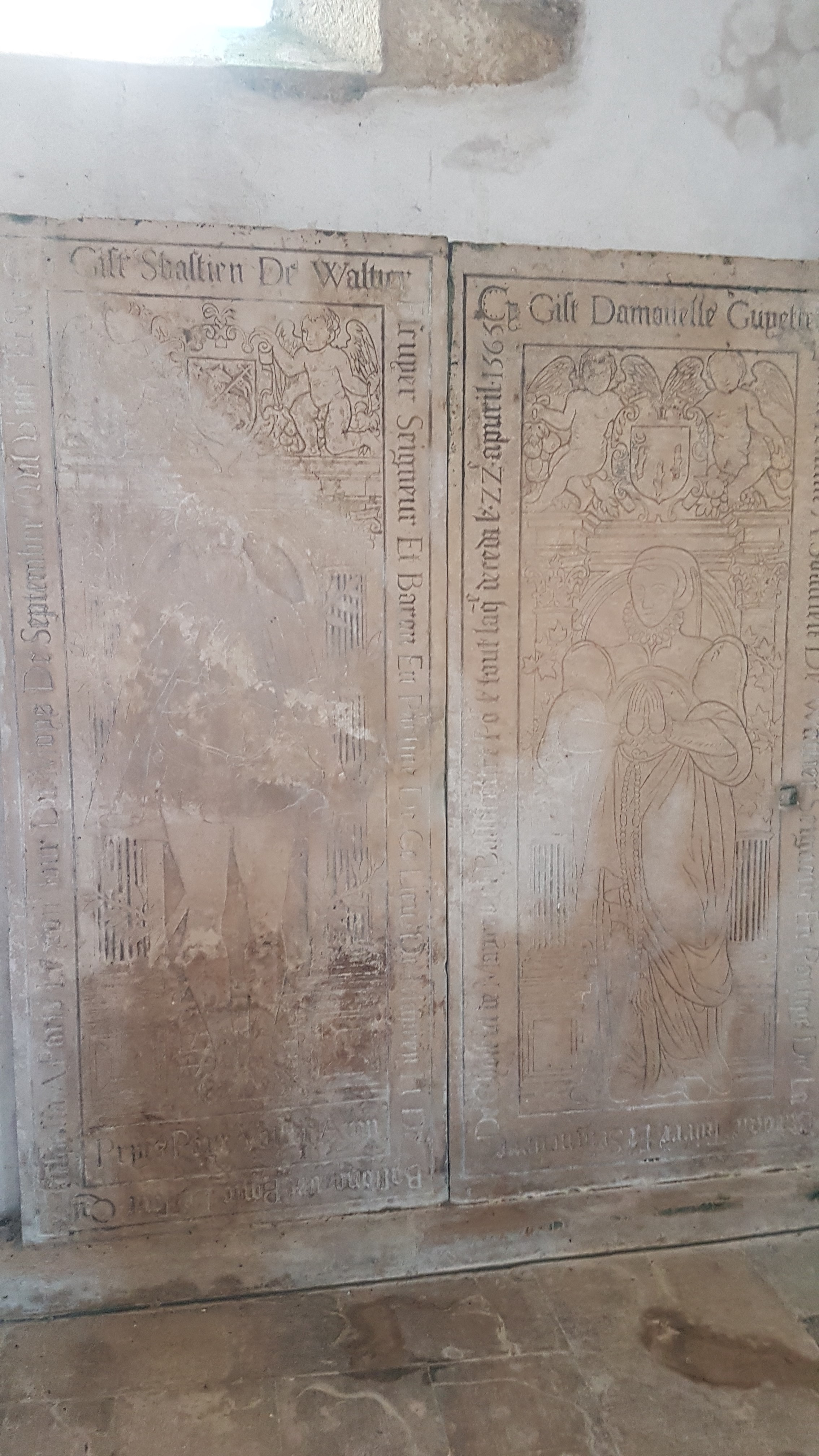
Dalles funéraires de Sébastien de Waltier et de son épouse Guyette Magnien.
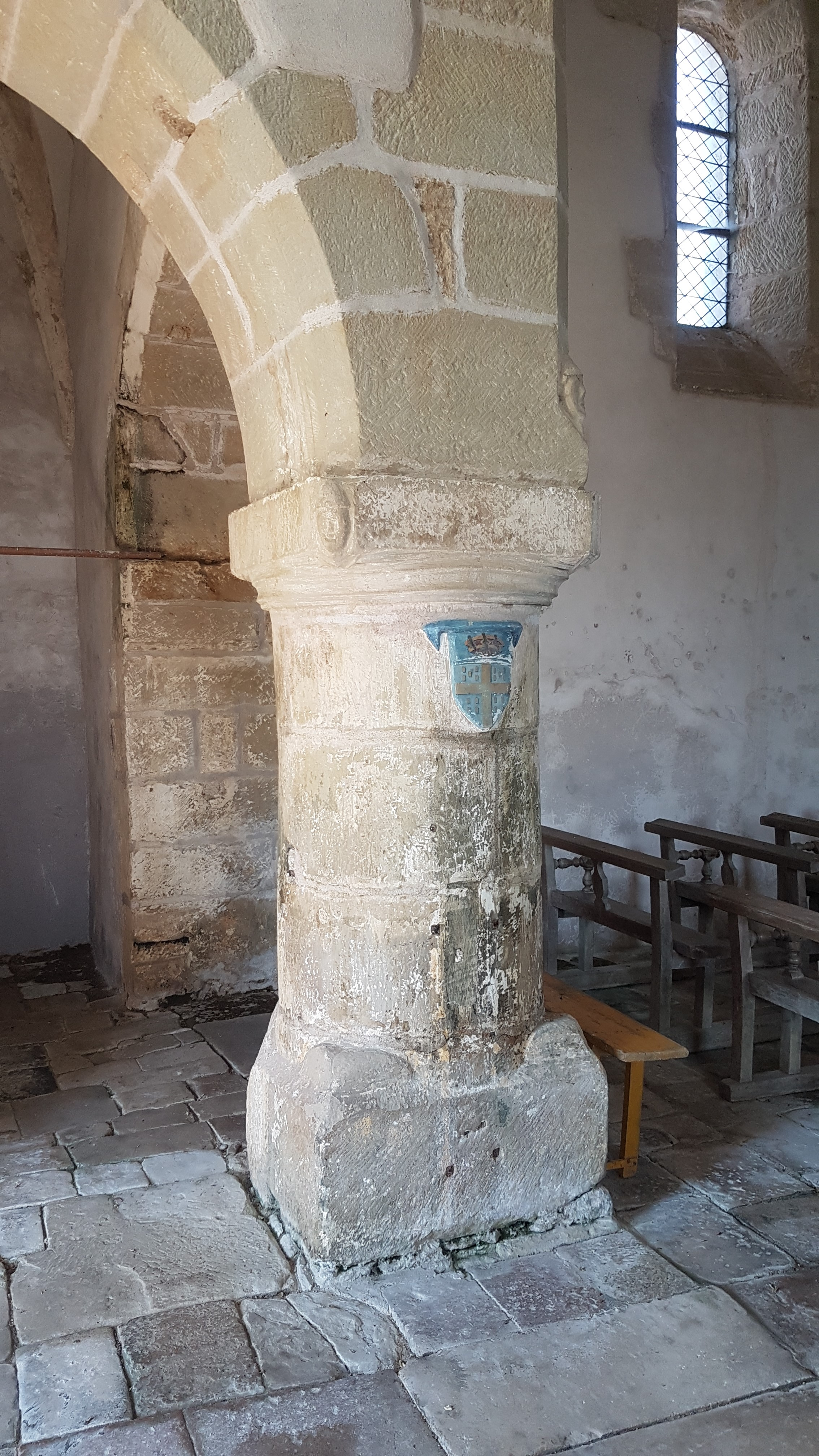
Pilier avec les armes de la Maison de Choiseul.

## Chapelle castrale
La chapelle castrale Saint-Nicolas est la première et la plus ancienne des chapelles dépendantes de l'église Notre-Dame-de-l'Assomption de Choiseul. Elle était située sur la motte du même nom et était adossée au château de Choiseul. Elle existait dès le XIe siècle et a probablement servi d'église paroissiale aux habitants et aux serfs du château avant la construction de l'église.
La chapelle Saint-Nicolas était également appelée Saint-Gengoul car la légende fait remonter la fondation du château de Choiseul à ce saint. De plus, les seigneurs de Choiseul se seraient fait un devoir de l'honorer car ils le voyaient comme un de leurs ancêtres.
La chapelle Saint-Nicolas fut conservée après la destruction de l'ancien château et ne fut démolie qu'en 1796.
Le collatéral sud est élevé à la fin du XVIe siècle ou au début du XVIIe siècle et la sacristie en 1668.
Puis en 1843 le mur pignon du bras sud du transept est construit, en 1850 les petites fenêtres du mur nord de la nef sont agrandies, en 1888 la tourelle d'escalier est refaite et en 1894 le contrefort sud du chevet est construit. Des travaux de soutènement et maçonnerie sont ensuite réalisés au bas-côté sud en 1857 et au mur nord entre 1878 et 1880.

## Prieuré de Choiseul
Il fut fondé après 1157 à la suite du don d'un terrain au pied du château de Choiseul par Raynard Ier de Choiseul à l'abbaye de Molesme. Le prieuré était de l'ordre de Saint-benoît et fut également placé sous le vocable de Notre-Dame-de-l'Assomption. Le prieur était également le titre de curé.
Les moines auraient quittés le prieuré au XVIIe siècle pendant les guerres qui ravageaient la Lorraine. Quant aux bâtiments, ils auraient été détruits entre 1618 et 1671.
Vers 1700, l'abbaye de Molesme cède les restes du prieuré à des bénédictins anglais réfugiés à Paris et naturalisés par Louis XIV,.

## Sources
- Site de la Région Champagne-Ardenne
- Site de l'Office de Tourisme du Pays de Langres